# 无穷小分析引论

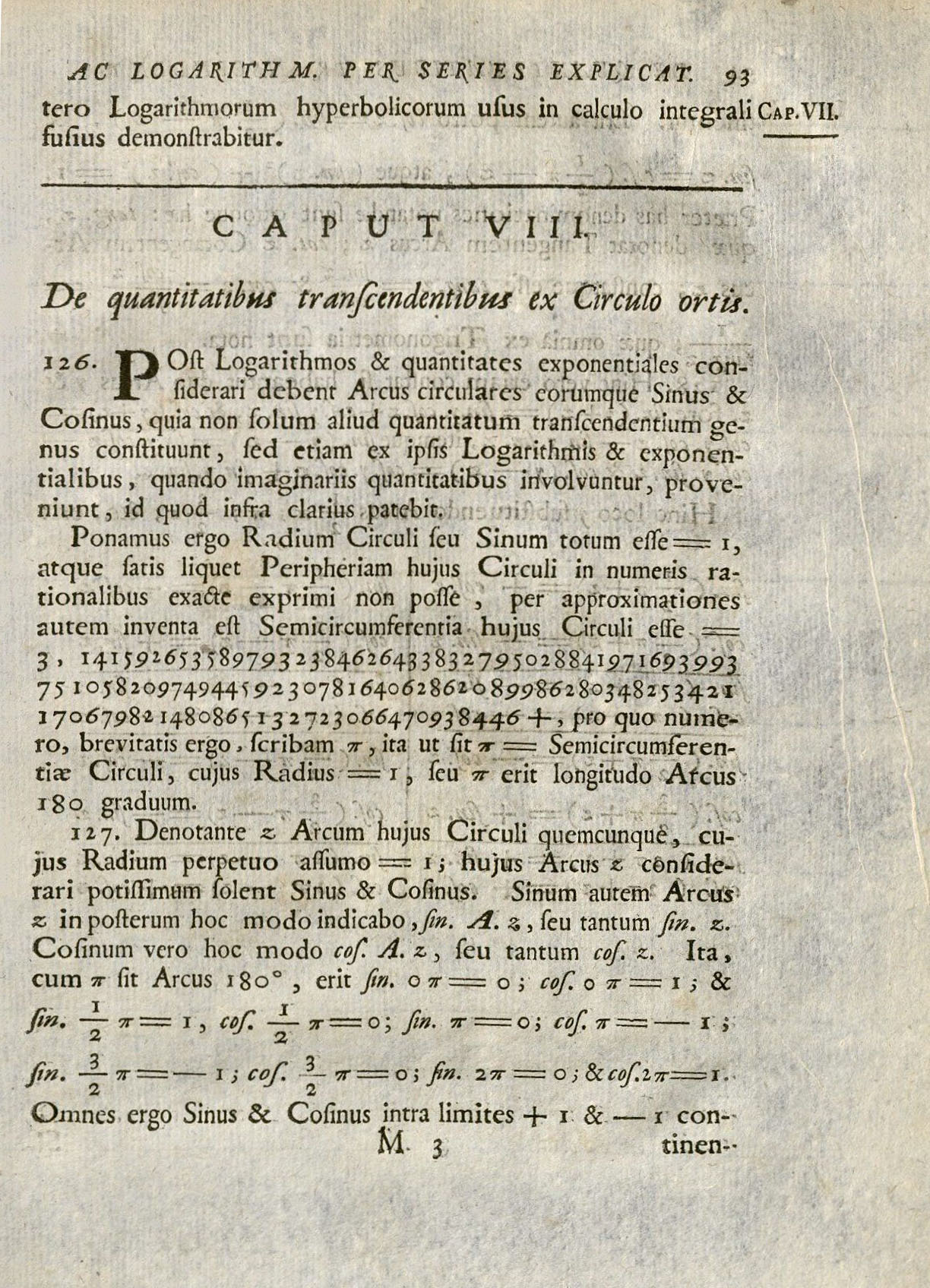
Introductio in analysin infinitorum, 1748

《无穷小分析引论》（拉丁語：Introductio in analysin infinitorum），是瑞士数学家萊昂哈德·歐拉的一部共两卷之著作。出版于1748年，第一部包含18个章节，第二部包含22个章节。这本书是第一本现代数学分析学著作。